# Types de dépôts bancaires
 (avril 2015).
Si vous disposez d'ouvrages ou d'articles de référence ou si vous connaissez des sites web de qualité traitant du thème abordé ici, merci de compléter l'article en donnant les références utiles à sa vérifiabilité et en les liant à la section « Notes et références ».
Les clients des banques peuvent déposer leur argent et leurs valeurs sur divers comptes ou plans.
En France, il existe toutes sortes de comptes de dépôts et autres formules prévus à cet effet.

## Aspects juridiques
La nature juridique du dépôt bancaire peut être un dépôt (comme dans un coffre-fort), un prêt ou une vente, selon que la somme déposée reste libellée en devise et déposée dans un compte en banque au nom du déposant, ou que la somme est échangée soit contre une obligation de rembourser le même montant, soit contre des titres ou supports non monétaires libellés en points avec une valeur de remboursement.
Un dépôt bancaire sur compte courant ou sur un compte d'épargne obéit à des règles spécifiques fixées pour l'essentiel par la loi du pays, pour le reste par des clauses d'un contrat entre la banque et ses clients (les Conditions générales et particulières).
D'une manière générale, le déposant d'une somme en devise sur un compte ouvert à son nom conserve la propriété de la somme déposée. Selon que le dépôt est à vue ou à terme, le déposant peut exiger la restitution de la somme à tout moment (dépôt à vue). On parle alors de comptes courants. Dans le cas d'un compte de dépôt à terme, tel qu'un compte d'épargne ou d'un compte de titres, la somme peut être prêtée ou donnée à la banque en échange soit d'une reconnaissance de dette du même montant, soit d'un certain nombre de titres de créances à la valeur du moment.
Dans le cas des dépôts bancaires dans des fonds de placement, d'investissement ou d'assurances-vie, la somme d'argent libellée en devises est échangée contre des titres de créances, obligations, SICAV, ou autres supports à valeur flottante qui sont autant de promesses de la banque de racheter ces titres dès que le déposant le demandera (mais au cours que ces titres auront à ce moment). Le compte du déposant est alors libellé en unités de compte, avec le montant de la « valorisation de l'épargne » à l'instant où sont arrêtés les comptes. Dans ce cas, l'opération est comptablement une opération de vente et d'achat, il y a bien transfert de propriété de la somme au profit de la banque, et des titres au profit du déposant. Le déposant n'est plus propriétaire que de titres de créances remboursables par un fonds d'investissement de la banque, tandis que la banque est devenue propriétaire de la somme d'argent.
Comptablement, le dépôt bancaire libellé en devise génère une créance dans le patrimoine du déposant (matérialisée par le relevé de compte ou figure le solde) et une dette du même montant pour la banque. Dans le cas de titres, il génère chez le déposant une créance d'un montant qui dépend de leur valeur momentanée, tandis que la banque reste débitrice de l'obligation de délivrer les titres et d'une promesse de les rembourser à leur cours technique. En cas de faillite du fonds d'investissement, ce cours devient nul, et la banque n'a plus rien à rembourser.
C'est une des raisons pour lesquelles les banques commerciales essaient systématiquement de vider les comptes courants qui sont des dépôts, dans des comptes d'épargne en argent, et ces derniers dans des comptes d'épargne en obligations, assurance-vies, et autres placements.

## Types de dépôt

### Dépôts à vue
Un dépôt « à vue » est un dépôt, rémunéré ou non, dont les fonds peuvent être retirés partiellement ou totalement à tout instant. Il est comptabilisé dans l'agrégat M1 par les banques centrales.
- Le compte de dépôt traditionnellement appelé « compte chèque », est un compte ouvert dans les livres d'un établissement bancaire (dit « teneur de compte ») qui est destiné à accueillir des dépôts de fonds de la part de clients particuliers (dits « déposants »). L'argent pourra alors être retiré à tout moment par le déposant, dans la limite de la capacité de la banque au regard de sa liquidité et de sa solvabilité (voir création monétaire). Le compte de dépôt donne accès aux services de règlement proposés par l'établissement bancaire (voir moyen de paiement et compte de paiement des établissements de paiement). La « domiciliation de flux » sur le compte de dépôt correspond à la contractualisation d'un approvisionnement (salaire, loyer pour le bailleur etc.) ou d'un prélèvement régulier (loyer du locataire, abonnements, etc.). Ce compte est généralement non rémunéré, ou très faiblement rémunéré et seulement dans les pays où le paiement d'un intérêt est permis (voir Finance islamique). Ce compte est parfois assorti d'une autorisation de découvert permettant que son solde soit temporairement négatif à concurrence d'un plafond de débit autorisé en contrepartie de l'application d'un taux d'intérêt (voir taux d'usure). Le compte de dépôt qui bénéficie d'un cadre législatif et réglementaire strict (dispositions de l’article L. 312-1-1 du Code monétaire et financier imposant la forme écrite à la convention de compte et de celles du droit de la consommation) ne doit pas être confondu avec le compte courant.

- Le compte courant n'est réglementé par aucun texte sinon de jurisprudence et est plutôt destiné aux personnes morales (bien que s’agissant d'un contrat négocié de gré à gré rien n'interdise à un particulier d'en souscrire). S'il n'est pas soumis aux règles protectrices du consommateur, il suppose la réciprocité des remises, c'est-à-dire des crédits et des débits. Le teneur de compte est donc supposé autoriser les paiements allant au-delà de la provision du compte, dans la limite de cette réciprocité. Le compte courant présume ainsi une certaine opposabilité des autorisations de découvert. On comprend alors tout l'intérêt du compte courant pour un commerçant ou une entreprise qui doit pouvoir compter sur les facilités de caisse qui lui sont octroyées.

Un compte de dépôt ou à vue peut être tenu dans une devise étrangère. Par exemple, une entreprise qui encaisse certaines créances et paie certains fournisseurs en dollars américains aura tout intérêt à minimiser les opérations de change (coûteuses) en disposant d'un compte tenu en dollars.

### Compte d'épargne
Comptabilisé en agrégat M2 par les banques centrales : il n'est donc pas stricto sensu « à vue » :
- Le compte d'épargne est parfois appelé aussi « compte sur livret », du fait que les opérations étaient à l'origine reportées sur un livret d'épargne que le titulaire conservait par-devers lui (c'est encore le cas dans certains pays). Il doit obligatoirement être créditeur. C'est un compte où les fonds sont là-aussi disponibles à vue, mais seulement sous forme de retrait d'espèces, donc en général sans moyens de paiement. Ces comptes sont rémunérés par un intérêt et fiscalisés (compte d'épargne bancaire ordinaire) ou défiscalisés mais fortement réglementés. Par exemple en France : le livret A, le Livret de développement durable et solidaire (LDDS), le compte épargne logement (CEL), le livret d'épargne populaire (LEP), le livret jeune.

### Dépôts à terme et plans d'épargne
Également comptabilisés en M2 par les banques centrales qui incluent dans cet agrégat les dépôts à préavis de moins de trois mois et les dépôts à terme de moins de deux ans (aucune épargne à plus de deux ans n'est considérée comme « monnaie »).
- Le compte à terme ou dépôt à terme a une durée fixée à l'avance et rapporte un intérêt à condition que le client titulaire du compte ne retire pas l'argent avant l'échéance (fixée entre un mois et dix ans selon les établissements bancaires). Plus la durée d'immobilisation du dépôt est longue et plus le taux de rémunération est élevé. Il existe deux types de comptes à terme : les comptes à taux fixes et ceux à taux progressif.

- Le compte à préavis est une variante selon laquelle l'argent ne peut être récupéré par le client titulaire du compte sans perte d'intérêts, si celui-ci n'annonce pas son retrait suffisamment à l'avance.

- Le plan d'épargne est souvent affecté à la constitution d'épargne pour un objectif spécifique. Pour prendre l'exemple français, on trouve des plans pour le logement (PEL), pour la transition écologique (PEAC), en actions (PEA), pour la retraite (PERP). Aux États-Unis, on trouve le plan 401(k) destiné à la retraite. Un plan d'épargne est souvent alimenté par des virements périodiques depuis le compte courant. La durée et les modalités de sortie de ces plans sont réglementées en contrepartie d'avantages fiscaux particuliers.

### Dépôt de titres
Le compte-titres est dédié aux valeurs mobilières (actions, obligations, fonds de placement, SICAV…) du client et où sont effectuées les opérations de transfert et conservation des titres. Ces dépôts sont de plus en plus dématérialisés, les titres cotés en bourse sont rarement émis, transmis et stockés physiquement, ils ne le sont que sous forme de jeu d'écritures.
Un compte de titres s'apparente à un compte de stock physique dans une entreprise : il faut identifier la chose et la quantité détenue.
Un mouvement enregistré sur un compte-titres identifie de façon précise :
- l'identification du titre ;
- la quantité de titre en plus ou en moins ;
- l'opération ayant justifié du mouvement de titre (achat / vente / autre (split, par exemple)).

Cette opération aura parfois une contrepartie qui peut être constatée sur un compte de dépôt à vue qui se verra mouvementé du coût d'acquisition ou du prix de cession.
L'inventaire d'un compte-titres à une date donnée permet de :
- quantifier pour chaque titre la quantité détenue ;
- valoriser chaque ligne d'inventaire en multipliant cette quantité par le dernier cours connu de chaque titre.

Parmi les services qui sont fournis par l'établissement teneur au titulaire, il y a par exemple le paiement de dividendes qui seront versés sur le compte de dépôt associé au compte-titres.
Le plan d'épargne en actions (PEA) et son extension le PEA-PME sont des formes de compte-titres de droit français assorti d'un statut fiscal spécifique.

## Titulaire et mandataire, nu-propriétaire et bénéficiaire
Le client détenteur du compte ou du plan est appelé titulaire du compte. Si le compte est détenu par plusieurs personnes (compte joint, compte en indivision etc.) on parle de co-titulaires. Des comptes peuvent en outre être démembrés : la nue-propriété appartenir à une personne différente de celle qui reçoit par exemple des produits générés par les avoirs du compte, l'usufruitière.
Le titulaire peut également donner une procuration à des tiers, qui sont alors mandataires sur le compte (ils sont autorisés à effectuer certaines opérations, éventuellement dans certaines limites).
Le client titulaire d'un compte est également désigné comme contrepartie (notamment dans le domaine de la gestion du risque de contrepartie à ne pas confondre avec le risque de crédit). Le terme contrepartie correspond aux respects des engagements réciproques pris dans le cadre d'une relation bancaire qui repose autant sur le contrat que sur la confiance.